# Incendie du 8 décembre 2019 en Inde
 (décembre 2019).
L'incendie du 8 décembre 2019 en Inde est un incendie survenu dans une usine de production de cartables et de matériaux d'emballage le 8 décembre 2019 à New Delhi, en Inde. L'incendie fait 43 morts et 16 blessés.

## Déroulement
L'incendie survient aux premières heures de la matinée dans l'usine, servant de dortoir pour les ouvriers pauvres, alors qu'ils dormaient. Les cartables et les matériaux d'emballage ont probablement contribué à la propagation du feu. La plupart des ouvriers sont morts asphyxiés et les autres ne savaient pas comment sortir. Le bilan provisoire est de 43 ouvriers morts et 16 blessés mais ils pourrait s’alourdir. Par ailleurs, 58 ouvriers ont été secourus.

## Enquête
Les causes de l'incendie ne sont pas encore connues mais l'usine ne respectait a priori pas les règles anti-incendie.

## Réactions
- Le premier ministre Narendra Modi a déclaré que cet incendie « est particulièrement atroce. Mes pensées vont à ceux qui ont perdu des êtres chers » souhaitant "un prompt rétablissement aux blessés. Les autorités apportent toute l’aide possible sur les lieux de la tragédie".
- Arvind Kejriwal, chef de l’exécutif local, a qualifié l'incendie de « très très tragique nouvelle ».